# Cassandre Beaugrand
Cassandre Beaugrand (n. 23 mai 1997, Livry-Gargan, Île-de-France, Franța) este o sportivă ce a reprezentat Franța, medaliată olimpică. A participat la două ediții ale Jocurilor Olimpice (2016, 2020) în care a câștigat o medalie de bronz.